# Александр (Григорьев)
Архимандрит Алекса́ндр (в миру Николай Михайлович Григорьев; 1874, село Синульцы, Касимовский уезд, Рязанская губерния — 7 января 1938, Енисейск) — старший цензор Санкт-Петербургского комитета духовной цензуры (1902—1915), настоятель трёх монастырей.

## Биография
Родился в семье мещанина-живописца.
Окончил Рязанскую духовную семинарию (1895) и Московскую духовную академию со степенью кандидата богословия, иеромонах (1899).
Преподаватель гомилетики, инспектор (1900) и ректор (1901) Томской духовной семинарии, затем инспектор Полтавской духовной семинарии (1901). Награждён набедренником (1900) и наперсным крестом (1903).
Насельник Александро-Невской лавры, член, затем старший цензор Санкт-Петербургского комитета духовной цензуры (1902—1915).
Архимандрит, настоятель Спасо-Преображенского монастыря в Новгород-Северском (1905—1906), Спасо-Преображенского Евфимиева монастыря в Суздале (1915), наместник Боголюбова монастыря в Суздальском уезде Владимирской губернии (1916—1918). После вызванной жалобами в Синод обер-прокурорской проверки на последнем месте службы составил прошение о снятии с себя духовного сана, но неурядица была улажена.
В 1917—1918 годах член Поместного собора Православной российской церкви по избранию от монашествующих, участвовал во всех трёх сессиях, член III, XI, XXIII отделов.
В 1920 году открыто заявил о намерении снять сан, работал секретарём во Владимирском отделе ЗАГС.
В 1922 году вернулся в Боголюбов монастырь и принудил братию примкнуть к обновленчеству.
В 1923 году за «распространение религиозного суеверия с целью наживы» приговорён к году тюрьмы.
С 1924 года служил в храмах сёл Петровского, Карельской Слободки, Пречистой Горы Владимирской области. Пытался организовать «союз автокефалистов», не подчинявшийся ни патриарху Тихону, ни обновленческому Синоду.
В 1930 году за «антисоветскую контрреволюционную пропаганду» приговорён к трём годам ИТЛ.
В 1934 году сослан на 5 лет в деревню Новотроицкое Казачинского района Красноярского края. В ноябре 1937 года арестован там как «член контрреволюционной повстанческой организации» и расстрелян.

## Сочинения
- Духовная сила святости и бессилие греха (Изъяснение 1 псалма). Томск, 1901.
- Догмат и этика. СПб., 1903.
- Мысли по прочтении письма гр. Толстого; Апология Саровского торжества 19 июля под пером светского писателя-рационалиста // Миссионерское обозрение. 1903. № 8 15.
- Архимандрит Феодор (А. М. Бухарев). «О православии в отношении к современности» (рец.) // Миссионерское обозрение. 1906. № 7/8.
- Критический разбор толстовского лжеевангелия в новой брошюре Толстого «Жизнь и учение Иисуса». СПб., 1905.
- Назидательное значение благодатной личности преподобного Серафима Саровского для нашего времени. СПб., 1907 (2-е изд.).
- Евангелие и современная жизнь. СПб., 1907.
- Русская Афонская пустынная общежительная обитель св. великомученика Георгия на «Керашах» (в пределах Лавры св. Афанасия). СПб., 1912.